# Classique de Saint-Sébastien
La Classique de Saint-Sébastien (en basque : Donostia San Sebastian Klasikoa ; en espagnol : Clásica San Sebastián) est une course cycliste espagnole créée en 1981 et organisée par l'OCETA. Elle se déroule dans la région de Saint-Sébastien et dans les environs de la province de Guipuscoa, dans la communauté autonome du Pays basque, en Espagne, le samedi suivant la fin du Tour de France.
Cette classique est inscrite au calendrier de la Coupe du monde de 1989 à 2004. Elle intègre ensuite l'UCI ProTour et fait désormais partie du World Tour. C'est également une des manches de la Coupe d'Espagne depuis 2019.
Sa principale difficulté est l'Alto de Jaizkibel, une montée de 7,8 km à 5,8 % escaladée à deux reprises durant la course. Les coureurs les plus titrés de cette classique sont l'Espagnol Marino Lejarreta et le Belge Remco Evenepoel, vainqueur à trois reprises chacun.
En 2019, la Classique de Saint-Sébastien propose une version féminine la « Classique de Saint-Sébastien féminine », pour sa première organisation elle est inscrite au calendrier de l'UCI World Tour féminin 2019,.
L'édition 2020, initialement prévue le 25 juillet, est annulée en raison de la pandémie de Covid-19.

## Évolution du parcours

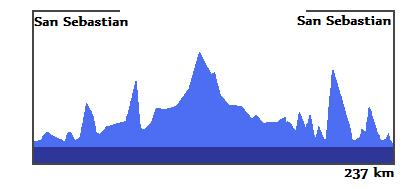
Profil de l'édition 2009 où peuvent être identifiés dans les 75 derniers kilomètres les Altos d'Irurain, de Gaintzurizketa, de Jaizquíbel, de Gaintzurizketa, d'Arkale et de Miracruz dans cet ordre.

Considérée comme la classique des grimpeurs, la course a toujours commencé et s'est toujours terminée à Saint-Sébastien. Néanmoins le parcours a évolué selon les éditions, de sorte que son kilométrage total n'est pas le même d’une année à l'autre, bien qu'il soit resté presque toujours autour des 230 kilomètres. Sa principale difficulté est Alto de Jaizkibel (classé en 1re catégorie), placé dans les premières éditions à 15 kilomètres de la ligne d'arrivée, avant de progressivement s'en éloigner avec des changements progressifs. Ainsi, dans ces premières éditions, ils ont gravi la pente de Fuenterrabía jusqu'à ce que, pour offrir d'autres alternatives et donner une chance à un autre type de coureur que les grimpeurs, il a été décidé de gravir la pente opposée de Pasajes, mais placée à environ 30 kilomètres de l'arrivée.
Au fil des années, ce changement était insuffisant pour que la sélection se fasse parmi les favoris. On assiste lors de certaines éditions à une situation similaire à celle de Milan-San Remo, avec des groupes de plus de 50 coureurs se disputant la victoire après divers regroupements.
En 2000 un groupe de 53 coureurs est arrivé groupé pour disputer la victoire. À partir de 2001, l'Alto de Gurutze est ajouté (classé en 3e catégorie) après Jaizkibel, remplaçant l'Alto de Gaintzurizketa et laissant Jaizkibel à 32 kilomètres de l'arrivée. Ce changement a d'abord provoqué l'arrivée d'un groupe plus réduit. Cependant, après l'édition 2006 et l'arrivée d'un groupe de 51 coureurs, d'autres d'alternatives sont recherchées et progressivement introduites. En 2008, Gurutze est remplacé par l'enchaînement Gaintzurizketa et Arkale (classé en 2e catégorie), déplaçant Jaizkibel à 38,5 kilomètres de l'arrivée. En 2010, un circuit est ajouté, répétant deux fois la partie difficile de la course (Jaizkibel, Gaintzurizketa et Arkale). En 2014, un autre circuit est introduit à Saint-Sébastien, avec les coureurs passant deux fois par la ligne d'arrivée pour gravir l'alto d'Igueldo (classée en 2e catégorie) à 7 kilomètres de la ligne d'arrivée, mais en repoussant le dernier passage par Jaizkibel, à 53,9 kilomètres de la ligne d'arrivée. Ce dernier changement n'a pas été sans critique car il peut grandement conditionner la course, puisqu'il décourage les attaques lointaines et favorise les grimpeurs, ce qui était censé être évité depuis les premières éditions.
Lors de l'édition 2018, la Classique de Saint-Sébastien continue de parcourir la province de Guipúzcoa au Pays basque jusqu'à la ville de Saint-Sébastien. Le nombre total de cols de montagne est maintenu à 8, dont Alto de Jaizkibel et Arkale qui sont grimpés deux fois afin de provoquer une forte sélection dans la course. Dans les 10 derniers kilomètres, les cyclistes montent le difficile Murgil Tontorra d'une longueur de 1,8 kilomètres à 11,3% puis descendent et terminent sur Saint-Sébastien.

## Palmarès

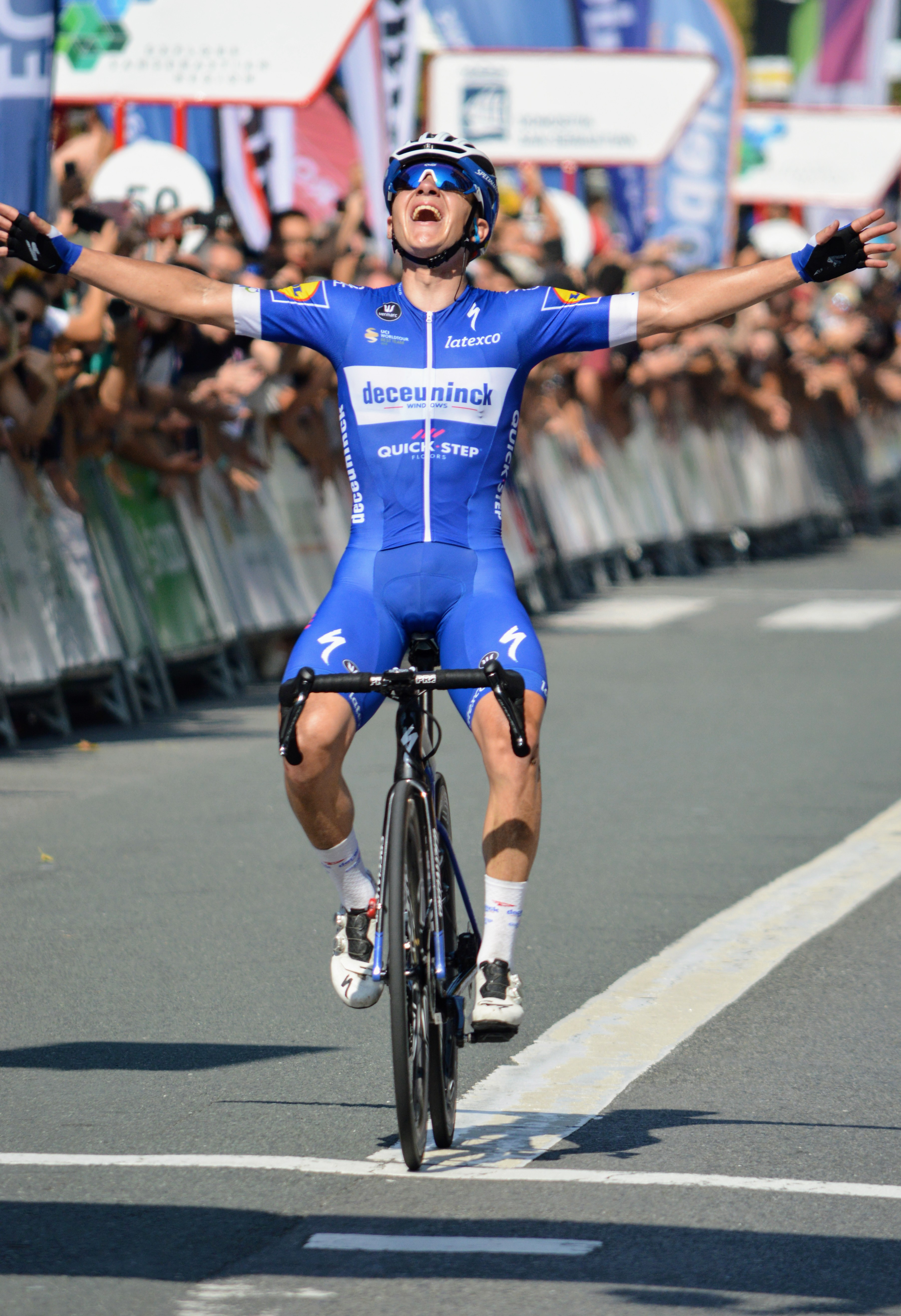
Remco Evenepoel vainqueur en 2019, 2022 et 2023.

| Année | Vainqueur                                    | Deuxième                                     | Troisième                                    |
| ----- | -------------------------------------------- | -------------------------------------------- | -------------------------------------------- |
| 1981  | Marino Lejarreta                             | Graham Jones                                 | Faustino Rupérez                             |
| 1982  | Marino Lejarreta                             | Jesús Rodríguez Magro                        | Pedro Delgado                                |
| 1983  | Claude Criquielion                           | Antonio Coll                                 | Reimund Dietzen                              |
| 1984  | Niki Rüttimann                               | Reimund Dietzen                              | Celestino Prieto                             |
| 1985  | Adrie van der Poel                           | Iñaki Gastón                                 | Juan Fernández Martín                        |
| 1986  | Iñaki Gastón                                 | Marino Lejarreta                             | Juan Fernández Martín                        |
| 1987  | Marino Lejarreta                             | Ángel Arroyo                                 | Federico Echave                              |
| 1988  | Gert-Jan Theunisse                           | Enrique Aja                                  | Steven Rooks                                 |
| 1989  | Gerhard Zadrobilek                           | Francisco Antequera                          | Tony Rominger                                |
| 1990  | Miguel Indurain                              | Laurent Jalabert                             | Sean Kelly                                   |
| 1991  | Gianni Bugno                                 | Pedro Delgado                                | Maurizio Fondriest                           |
| 1992  | Raúl Alcalá                                  | Claudio Chiappucci                           | Eddy Bouwmans                                |
| 1993  | Claudio Chiappucci                           | Gianni Faresin                               | Alberto Volpi                                |
| 1994  | Armand de Las Cuevas                         | Lance Armstrong                              | Stefano Della Santa                          |
| 1995  | Lance Armstrong                              | Stefano Della Santa                          | Johan Museeuw                                |
| 1996  | Udo Bölts                                    | Stefano Cattai                               | Massimo Podenzana                            |
| 1997  | Davide Rebellin                              | Alexander Gontchenkov                        | Stefano Colagè                               |
| 1998  | Francesco Casagrande                         | Axel Merckx                                  | Leonardo Piepoli                             |
| 1999  | Francesco Casagrande                         | Rik Verbrugghe                               | Giuliano Figueras                            |
| 2000  | Erik Dekker                                  | Andreï Tchmil                                | Romāns Vainšteins                            |
| 2001  | Laurent Jalabert                             | Francesco Casagrande                         | Davide Rebellin                              |
| 2002  | Laurent Jalabert                             | Igor Astarloa                                | Gabriele Missaglia                           |
| 2003  | Paolo Bettini                                | Ivan Basso                                   | Danilo Di Luca                               |
| 2004  | Miguel Ángel Martín Perdiguero               | Paolo Bettini                                | Davide Rebellin                              |
| 2005  | Constantino Zaballa                          | Joaquim Rodríguez                            | Eddy Mazzoleni                               |
| 2006  | Xavier Florencio                             | Stefano Garzelli                             | Andrey Kashechkin                            |
| 2007  | Non attribué                                 | Juan Manuel Gárate                           | Alejandro Valverde                           |
| 2008  | Alejandro Valverde                           | Alexandr Kolobnev                            | Davide Rebellin                              |
| 2009  | Roman Kreuziger                              | Mickaël Delage                               | Peter Velits                                 |
| 2010  | Luis León Sánchez                            | Alexandre Vinokourov                         | Carlos Sastre                                |
| 2011  | Philippe Gilbert                             | Greg Van Avermaet                            | Joaquim Rodríguez                            |
| 2012  | Luis León Sánchez                            | Simon Gerrans                                | Gianni Meersman                              |
| 2013  | Tony Gallopin                                | Alejandro Valverde                           | Roman Kreuziger                              |
| 2014  | Alejandro Valverde                           | Bauke Mollema                                | Joaquim Rodríguez                            |
| 2015  | Adam Yates                                   | Philippe Gilbert                             | Alejandro Valverde                           |
| 2016  | Bauke Mollema                                | Tony Gallopin                                | Alejandro Valverde                           |
| 2017  | Michal Kwiatkowski                           | Tony Gallopin                                | Bauke Mollema                                |
| 2018  | Julian Alaphilippe                           | Bauke Mollema                                | Anthony Roux                                 |
| 2019  | Remco Evenepoel                              | Greg Van Avermaet                            | Marc Hirschi                                 |
| 2020  | Annulée en raison de la pandémie de Covid-19 | Annulée en raison de la pandémie de Covid-19 | Annulée en raison de la pandémie de Covid-19 |
| 2021  | Neilson Powless                              | Matej Mohorič                                | Mikkel Honoré                                |
| 2022  | Remco Evenepoel                              | Pavel Sivakov                                | Tiesj Benoot                                 |
| 2023  | Remco Evenepoel                              | Pello Bilbao                                 | Aleksandr Vlasov                             |
| 2024  | Marc Hirschi                                 | Julian Alaphilippe                           | Lennert Van Eetvelt                          |
| 2025  | Giulio Ciccone                               | Jan Christen                                 | Maxim Van Gils                               |

## Statistiques

### Victoires par pays
| # | Pays        | Victoires |
| - | ----------- | --------- |
| 1 | Espagne     | 12        |
| 2 | Italie      | 7         |
| 3 | France      | 5         |
| 3 | Belgique    | 5         |
| 4 | Pays-Bas    | 4         |
| 6 | États-Unis  | 2         |
| 6 | Suisse      | 2         |
| 8 | Autriche    | 1         |
| 8 | Mexique     | 1         |
| 8 | Pologne     | 1         |
| 8 | Tchéquie    | 1         |
| 8 | Royaume-Uni | 1         |

### Vainqueurs multiples
| Coureur              | Victoires | Années             |
| -------------------- | --------- | ------------------ |
| Marino Lejarreta     | 3         | 1981, 1982 et 1987 |
| Remco Evenepoel      | 3         | 2019, 2022 et 2023 |
| Francesco Casagrande | 2         | 1998 et 1999       |
| Laurent Jalabert     | 2         | 2001 et 2002       |
| Luis León Sánchez    | 2         | 2010 et 2012       |
| Alejandro Valverde   | 2         | 2008 et 2014       |